# Cheneil
Cheneil (pron. fr. AFI: [ʃənɛj]) è una località appartenente al comune di Valtournenche, in Valle d'Aosta.
Luogo di particolare bellezza naturalistica, vi sono presenti larici e latifoglie, il Santuario della Clavalité e la scuola di alpinismo "Louis Carrel".
È una delle poche frazioni valdostane non raggiungibili in auto.

## Storia
Oggi frazione, per secoli con il nome di Cheneil si è indicata la sola località dell'alpeggio: qui non sorse un villaggio vero e proprio fino all'inizio del XX secolo, con la costruzione dei due alberghi.
Trovandosi lungo la mulattiera che porta alla cima del Grand Tournalin, Cheneil è stata attraversata e ricordata dai grandi nomi dell'alpinismo, da Edward Whymper a Georges Carrel. Durante l'infanzia, l'Abbé Gorret frequentava la conca di Cheneil, portandovi il bestiame al pascolo.

## Posizione
Sorge a 2105 m s.l.m. sulla sinistra orografica della Valtournenche, su un piccolo pianoro che si trova ai piedi di una vallata dominata dal Grand e Petit Tournalin, dal Monte Roisetta, dalla Becca Trecare e dalla Becca d'Aran. In alto, a sud, si trova il Col Clavalité.

## Accesso
Cheneil può essere raggiunta a piedi, o con un ascensore a 8 posti su rotaia.